# نيل كريستي
نيل كريستي (بالإنجليزية: Neil Christie)‏ هو مجدف بريطاني، ولد في 11 مايو 1953.

## وصلات خارجية
- نيل كريستي على موقع الاتحاد الدولي للتجديف (الإنجليزية)
- نيل كريستي على موقع أوليمبيديا (الإنجليزية)
- نيل كريستي على موقع اللجنة الأولمبية البريطانية (الإنجليزية)